# Пётр III Монг
Петр III Монг (греч. Πατριάρχης Πέτρος Γ΄ Μογγός; ум. 490) — патриарх Александрийский (482—490 по греческой традиции; 477—490 по коптской традиции), видный деятель антихалкидонской партии в Александрийской церкви.

## Биография

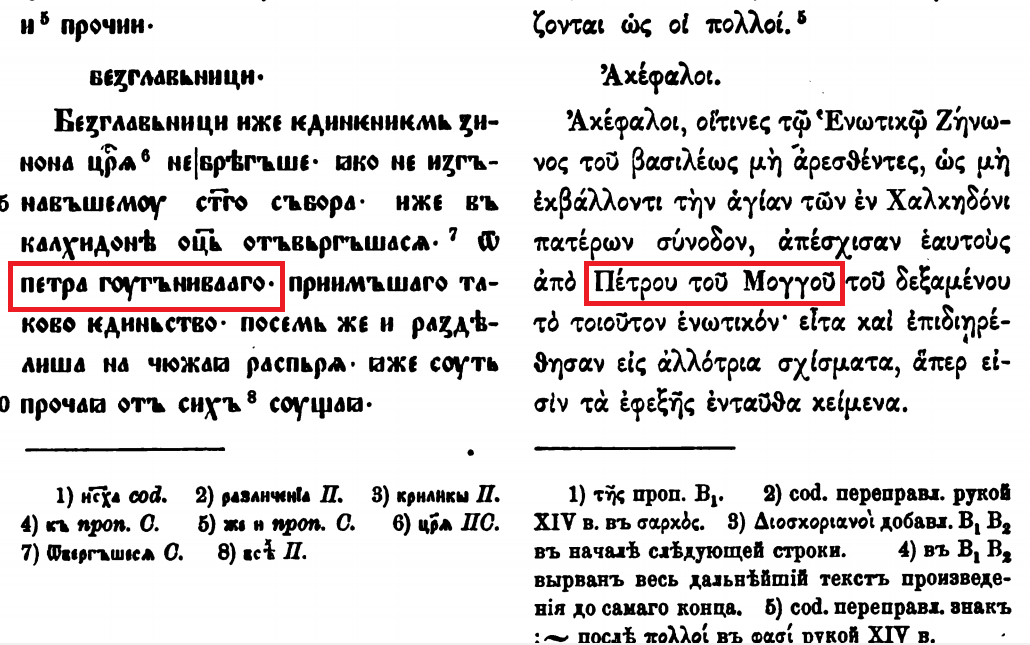
Тимофей Константинопольский о акефалах и о Петре Монге (Гугнивом) в книге Бенешевича В. Н. Древнеславянская кормчая XIV титулов без толкования. СПб, 1907.Т. 1.

После Халкидонского Собора Петр Монг активно защищал миафизитскую христологию и выступал против учения Халкидонского собора, преемствуя кафедру в 477 году после смерти патриарха Тимофея II Элура. Однако византийский император Зенон пожелал вновь видеть александрийским патриархом Тимофея Салофакиола (халкидонита, сменившего Тимофея II Элура в 460 году) и приговорил Монга к смертной казни. Монг бежал и скрывался до 482 года.
В 481 году Иоанн Талайа сменил Тимофея Салофакиола на патриаршем престоле. Но когда Иоанн отказался подписать «Формулу единства» — Энотикон императора Зенона, император изгнал его и согласился признать Петра Монга в качестве законного Патриарха — при условии, что тот подпишет Энотикон. Монг подчинился. После того как Монг стал правящим епископом, он подписал примирительный документ и отправил уведомление о своём правопреемстве другим патриархам. Патриарх Акакий Константинопольский внёс его в диптихи как Патриарха Александрийского. Тимофей Константинопольский сообщает о том, что, когда в 482 году Петр Монг подписал «Энотикон» императора Зенона, не содержавший анафемы Халкидонского собора, несогласные монофизиты отделились по этой причине от Петра Монга, а так как они не имели епископа (главы христианской общины), то получили название «безглавые» (акефалы).
Папа Симплиций (468—483) сразу же запротестовал против принятия «еретика» Петра Монга в церковное общение и потребовал, чтобы это принятие было отменено. Иоанн Талайа бежал в Рим, где был встречен папой Феликсом III, отказавшимся признать Монга и защитившим права Талайи. В Риме Петра Монга упрекали в том, что он является приверженцем Евтихия, осуждённого в Халкидоне. Феликс III отправил посольство в Константинополь и потребовал от Акакия держать ответ перед папским трибуналом. Римский собор объявил патриарха Акакия лишённым кафедры, поскольку он, по мнению папства, «поддерживает церковное общение с еретиком Петром Монгом». Этот раскол, продлившийся до 519 года, получил название «Акакианская схизма».

## Древлеславянская Кормчая
В Древлеславянской Кормчей имя греч. Πέτρος Μογγός было переведено как ст.‑слав. Петр Гѹгънивый — Петр Гугнивый (μογί-λᾰλος — «косноязычный»).

## В позднейших легендах
Некоторые исследователи полагают, что имя «известного ересиарха» Петра Монга было перенесено на мифического основателя «ереси латинян» — Петра Гугнивого, который якобы жил вскоре после Седьмого вселенского собора. В частности, Пётр Гугнивый упоминается в «Повести временных лет» и «Сказании о немеческом прельщении».